# 平山詩嫣
平山 詩嫣（ひらやま しおん、2000年11月7日 - ）は、日本の女子バレーボール選手である。

## 来歴
福岡県北九州市八幡西区出身。3人姉弟の次女。小学2年生のとき、痩せようと思って（誘われて）バレーボールを始めた。
2019年2月21日、久光スプリングスへの入団内定が発表された。
2019年7月12〜21日に渡ってメキシコのレオンおよびアグアスカリエンテスで開催された第20回女子U20世界選手権の代表メンバー12名に選出。日本チームの優勝に貢献した。
2020年9月1日、チーム公式サイトにて平山の負傷についての詳細が発表。負傷部位は「右膝関節」で、診察結果は「右外側半月板損傷（全治2か月）」。
2022年、日本代表登録メンバーに選出された。

## 所属チーム
- 黒崎中央小学校（黒崎中央スピードスター）[1]
- 北九州市立黒崎中学校[1]
- 東九州龍谷高等学校
- 久光スプリングス/SAGA久光スプリングス #19→#8（2019年-）

## 球歴
- 2016年 全国総合体育大会：3位[3]
- 2017年 全国総合体育大会：優勝[3]
- 2017年 国民体育大会：2位[3]
- 2018年 全日本バレーボール高等学校選手権大会：2位[3]
- 2018年 全国総合体育大会：3位[3]
- 2018年 国民体育大会：3位[3]
- 2019年 全日本バレーボール高等学校選手権大会：2位[3]
- 2019年 第20回世界ジュニア選手権大会：優勝[5]
- 2022年 日本代表

## 受賞歴
- 2018年 全国総合体育大会：ベスト6 / 優秀選手賞[3]
- 2019年 全日本バレーボール高等学校選手権大会：ベスト6[3]
- 2020年 女子U20世界選手権優勝：文部科学大臣賞受賞

## 個人成績
V.LEAGUEの個人成績は下記の通り（ファイナルステージ、VCup含む）。
| 大会            | チーム          | 出場     | 出場        | アタック | アタック | アタック | アタック | バックアタック | バックアタック | バックアタック | バックアタック | アタック 決定本数 | ブロック | ブロック       | サーブ | サーブ         | サーブ   | サーブ | サーブ | サーブ   | サーブレシーブ | サーブレシーブ | サーブレシーブ | サーブレシーブ | 総得点      | 総得点      | 総得点   | 総得点      |
| --------------- | --------------- | -------- | ----------- | -------- | -------- | -------- | -------- | -------------- | -------------- | -------------- | -------------- | ----------------- | -------- | -------------- | ------ | -------------- | -------- | ------ | ------ | -------- | -------------- | -------------- | -------------- | -------------- | ----------- | ----------- | -------- | ----------- |
| 大会            | チーム          | 試 合 数 | セ ッ ト 数 | 打 数    | 得 点    | 失 点    | 決 定 率 | 打 数          | 得 点          | 失 点          | 決 定 率       | セ ッ ト 平 均    | 得 点    | セ ッ ト 平 均 | 打 数  | ノ 丨 タ ッ チ | エ 丨 ス | 失 点  | 効 果  | 効 果 率 | 受 数          | 成 功 ・ 優    | 成 功 ・ 良    | 成 功 率       | ア タ ッ ク | ブ ロ ッ ク | サ 丨 ブ | 得 点 合 計 |
| V1 2021-22      | 久光            | 27       | 82          | 223      | 97       | 13       | 43.5     | 0              | 0              | 0              | -              | 1.18              | 28       | 0.34           | 309    | 2              | 14       | 20     | 89     | 10.8     | 16             | 9              | 5              | 71.9           | 97          | 28          | 16       | 141         |
| V1 2020-21      | 久光            | 11       | 38          | 0        | 0        | 0        | -        | 0              | 0              | 0              | -              | -                 | 0        | -              | 63     | 0              | 3        | 5      | 22     | 11.5     | 0              | 0              | 0              | -              | 0           | 0           | 3        | 3           |
| V1 2019-20      | 久光            | 24       | 25          | 19       | 5        | 2        | 26.3     | 0              | 0              | 0              | -              | 0.20              | 0        | -              | 40     | 2              | 0        | 4      | 13     | 10.6     | 0              | 0              | 0              | -              | 5           | 0           | 2        | 7           |
| 通算：3シーズン | 通算：3シーズン | 62       | 145         | 242      | 102      | 15       | 42.1     | 0              | 0              | 0              | -              | 0.7               | 28       | 0.19           | 412    | 4              | 17       | 29     | 124    | 10.9     | 16             | 9              | 5              | 71.9           | 102         | 28          | 21       | 151         |

## 出演
YouTube 
- フジテレビ『春の高校バレー2019男子+女子決勝＜きょうのスーパープレー＞』（2019年1月18日）
- V.LEAGUE『質問リレー☆女子編 #久光製薬スプリングス #平山詩嫣 選手』（2020年5月10日）
- 久光スプリングス『平山詩嫣選手 ファンの皆様へメッセージ』（2020年6月29日）
- 久光スプリングス『【踊ってみた】Step and a Step 30分で踊ってみた【NiziU】』（2021年1月27日）
- 久光スプリングス『座安琴希選手インスタライブアーカイブ【久光スプリングス】【引退ライブ】MC平山詩嫣選手』（2021年5月28日）
- 久光スプリングス『【バレーボール】スプリングスチャレンジ！【中級編】』（2021年8月6日）
- 久光スプリングス『平山詩嫣選手の20ｰ21シーズンの振り返りと21ｰ22シーズンの意気込み』（2021年10月14日）